# スタンリー・エンソキ
スタンリー・エンソキ（Stanley N'soki、1999年4月9日 - ）は、フランス・イヴリーヌ県ポワシー出身のサッカー選手。TSG1899ホッフェンハイム所属。ポジションはディフェンダー。

## 経歴
2007年にロワシー＝アン＝ブリーU.S.に加入した後、2014年にパリ・サンジェルマンFCの下部組織に加入する。リーグ・アン2017-18シーズンの第19節のSMカーン戦でトップチームデビューを果たす。
2018年9月17日、パリ・サンジェルマンFCはエンソキと初のプロ契約を結んだことを発表した。期間は2021年6月30日までとなっている。
2019年8月31日、OGCニースへ完全移籍することが発表された。
2021年7月24日、クラブ・ブルッヘと4年契約を結んだことが発表された。
2022年8月3日、TSG1899ホッフェンハイムと5年契約を結んだことが発表された。

## タイトル

### クラブ
パリ・サンジェルマンFC
- リーグ・アン：2回（2017-18, 2018-19）
- トロフェ・デ・シャンピオン：2回（2018, 2019）